# MF DOOM
Daniel Dumile (Londres, 9 de gener del 1971 - Londres, 31 d'octubre del 2020) va ser un MC i productor musical britànic-estatunidenc conegut per molts sobrenoms entre els quals els més coneguts són MF DOOM o simplement DOOM (ambdós estilitzats en majúscules). Destacà pel seu complicat joc de paraules, la seva màscara de metall i el personatge escènic "supervillà". Dumile es va convertir en una figura important del hip hop underground als anys 2000. Després de la seva mort, Variety el va descriure com una de les "figures més celebrades, imprevisibles i enigmàtiques" de l'escena.
Nascut a Londres, Dumile es va mudar a Long Island, Nova York, de ben jove. Va començar la seva carrera el 1988 com a membre de KMD, actuant amb el nom de Zev Love X. El grup es va dissoldre el 1993 arran la mort del membre DJ Subroc, el germà de Dumile. Després d'un parèntesi, Dumile va tornar a aparèixer a finals dels anys noranta, actuant en esdeveniments de micròfon obert mentre portava una màscara de metall que s'assembla a la del supervillà Doctor Doom de Marvel Comics, que es representa a la portada del seu àlbum debut de 1999 Operation: Doomsday. Va adoptar la personalitat de MF Doom i rarament va fer aparicions públiques sense màscara després.
Entre el 2003 i el 2005, Dumile va publicar quatre àlbums en solitari i tres àlbums col·laboratius. A més de l'aclamat crític Mm .. Food (2004) sota el sobrenom de MF Doom, va publicar àlbums en solitari incloent-hi un amb el pseudònim de King Geedorah i dos com a Viktor Vaughn . Madvillainy (2004) ', enregistrat amb el productor Madlib amb el nom de Madvillain, és citat sovint com el magnum opus de Dumile i és considerat un àlbum de referència en el hip hop. El 2005, Dumile va llançar The Mouse and the Mask amb el productor Danger Mouse com a Danger Doom.
Tot i que va viure la major part de la seva vida als Estats Units, Dumile mai va obtenir la ciutadania nord-americana. El 2010 se li va denegar la reentrada després de tornar d’una gira internacional pel seu sisè i últim àlbum en solitari, Born Like This (2009). Es va traslladar a Londres i, en els seus darrers anys, va treballar principalment amb altres artistes, llançant àlbums amb Jneiro Jarel (com a JJ Doom), Bishop Nehru (NehruvianDoom) i Czarface (Czarface Meets Metal Face).

## Primers anys de vida
Dumile va néixer a Londres el 13 de juliol de 1971, fill de mare trinitària i pare zimbabuenc. Segons Dumile, va ser concebut als Estats Units i va néixer a Londres perquè la seva mare visitava la seva família. Quan era nen, Dumile es va traslladar amb la seva família a Long Island, Nova York. Va créixer a Long Beach, Nova York, però va continuar sent ciutadà britànic, sense obtenir mai la ciutadania nord-americana. Va dir que no recordava la seva infància londinenca i que els seus pares no tenien cap afiliació amb la identitat cultural britànica.
Dumile va començar a fer DJ durant l'estiu després del tercer curs. De petit, era fan i col·leccionista de còmics i va guanyar el sobrenom de "Doom" (una obra de teatre fonètica sobre el seu cognom Dumile) entre amics i familiars.

## Carrera

### 1988-1997: KMD, mort i hiat de Subroc
Com Zev Love X, el primer de molts pseudònims, Dumile va formar el grup KMD el 1988 amb el seu germà petit DJ Subroc i un altre MC, Rodan. Rodan va ser substituït posteriorment per Onyx the Birthstone Kid. Els representants d'artistes i repertoris Dante Ross van conèixer KMD a través del grup de hip hop 3rd Bass i els van signar a Elektra Records. El seu debut a la gravació va arribar a la cançó de "The Gas Face" del tercer baix a l' àlbum The Cactus, seguit el 1991 pel seu àlbum debut Mr. Hood. Dumile va interpretar l'últim vers a "La cara del gas"; segons el vers de Pete Nice a la pista, Dumile va arribar a la frase. El maig de 1991, Dumile i Onyx van declarar davant del Comitè del Senat sobre Normes i Administració per donar suport a un projecte de llei de registre de votants.
El 23 d'abril de 1993, just abans del llançament del segon àlbum de KMD, Black Bastards, Subroc va ser colpejat per un cotxe i assassinat mentre intentava creuar l'autopista Nassau. Zev Love X va completar l'àlbum en solitari durant els propers mesos i Black Bastards es va anunciar finalment per llançar-lo el 3 de maig de 1994. Inesperadament, Elektra va deixar caure KMD i l'àlbum es va deixar enrere abans de publicar-lo a causa de la seva polèmica portada, que presentava un dibuix animat d'un personatge estereotipat pickaninny o sambo penjat.
Després de la mort del seu germà, Dumile es va retirar de l'escena del hip hop del 1994 al 1997, vivint "maleït a prop de persones sense llar, passejant pels carrers de Manhattan, dormint sobre bancs". A finals dels anys noranta, es va establir a Atlanta. Segons les entrevistes amb Dumile, "s'estava recuperant de les ferides" i jurava venjar-se "contra la indústria que tan malament el va deformar". Black Bastards havia estat arrossegat en aquell moment, però no va ser llançat formalment fins al 2000.

### 1997–2001:Operation: Doomsdayi treballs de producció
El 1997 o 1998,  Dumile va començar el freestyling d’incògnit en esdeveniments de micròfon obert al Nuyorican Poets Café de Manhattan, enfosquint-se la cara posant-se malles sobre el cap. Havia adquirit una nova identitat, MF Doom, amb una màscara similar a la del supervillà Doctor Doom de Marvel Comics.
A finals dels anys noranta, Dumile va llançar tres senzills a Fondle 'Em Records de Bobbito Garcia: "Dead Bent" (com a Metal Face Doom), "Greenbacks" (1997), i "The MIC" (1998)). Fondle 'Em va publicar Operation: Doomsday, el primer LP de llarga durada de Dumile com a MF Doom, el 1999. Els col·laboradors de Dumile a Operation: Doomsday van incloure companys del col·lectiu Monsta Island Czars, pel qual cada artista va adquirir la personalitat d'un monstre de les pel·lícules de Godzilla. Dumile va passar per l'àlies "King Geedorah", un monstre espacial de drac daurat de tres caps modelat segons el rei Ghidorah. Les produccions de l'àlbum van provar dibuixos animats inclosos Fantastic Four. Jon Caramanica, en una revisió de Operation: Doomsday for Spin, va emfatitzar el contrast entre el flux de Dumile com a Zev Love X a KMD i el seu enfocament revisat com a artista solista: "Doom's flow is fang, in all near the sprightly rimymes of KMD early, i el seu procés de pensament és atzarós ". Caramanica va tornar a revisar Operation: Doomsday al The New York Times el 2021, qualificant-lo de "un dels àlbums de hip-hop més idiosincràtics de la dècada de 1990 i un dels documents definitius de l'explosió independent de hip-hop d'aquesta dècada". Cyril Cordor, en una revisió per a AllMusic, va descriure Operation: Doomsday com l'esforç líric "més cru" de Dumile.
El 2001, Dumile va començar a llançar la seva sèrie instrumental Special Herbs amb el pseudònim de Metal Fingers. Una revisió dels volums 5 i 6 de Special Herbs a CMJ New Music Monthly va comparar els ritmes de Dumile amb el " soul jazz ". En una revisió d'un conjunt de caixes del 2011 que contenia deu volums de la sèrie Special Herbs, Pitchfork va observar que els instrumentals es mantenien sols sense pistes vocals: "la majoria d'aquestes pistes sonen molt" acabades "fins i tot en forma sense rimes".

### 2002-2004: el rei Geedorah, Viktor Vaughn iMadvillainy
El 2003, Dumile va llançar l'àlbum Take Me to Your Leader sota el seu sobrenom de King Geedorah. Geedorah és acreditat com a productor, però només apareix com a MC en dues pistes. A Pitchfork, Mark Martelli va descriure Take Me to Your Leader (Aprofita'm al teu líder) com a prop d'un àlbum conceptual, i va assenyalar com exposa el "mito" del rei homònim Geedorah. Martelli va elogiar l'àlbum, en particular temes com "One Smart Nigger" que, al seu parer, eren superiors als intents d'altres artistes de fer hip hop polític. Fet, en un breu avís per a la reedició de 2013 de Take Me to Your Leader, la va anomenar "sens dubte la més cinematogràfica" dels àlbums de Dumile del començament del segle xxi.
Més tard, el 2003, Dumile va llançar el LP Vaudeville Villain sota el sobrenom de Viktor Vaughn (una altra obra de teatre a Doctor Doom, el "veritable nom" de la qual és Victor von Doom). NME va descriure el personatge de Viktor Vaughn com un "buscador de viatges en el temps". Una ressenya de Pitchfork va nomenar Vaudeville Villain com el millor àlbum nou i va ressaltar el seu lirisme, assenyalant que "aquí no hi ha cap exageració feta quan se sent algú que es refereix a Metal Face com un dels millors escriptors del rap".

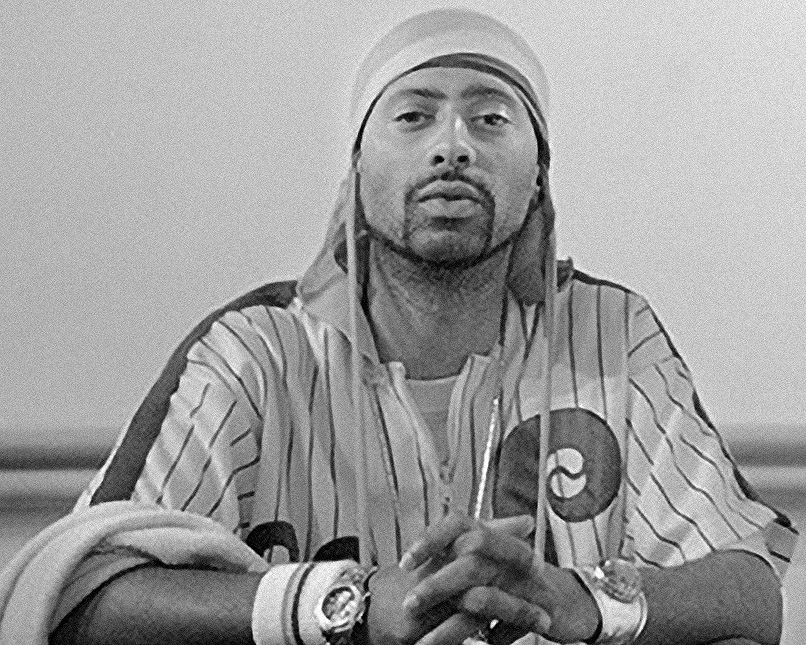
Madlib a finals del 2003, aleshores treballava a Madvillainy amb Dumile

L'avenç comercial de Dumile va arribar el 2004 amb l'àlbum Madvillainy, creat amb el productor Madlib amb el nom del grup Madvillain. Madlib i Dumile es van conèixer el 2002 a la seu de Stones Throw Records a Los Angeles. Van gravar l'àlbum en una sèrie de sessions durant dos anys abans d'un llançament comercial el 23 de març del 2004. Madvillainy va ser un èxit comercial i crític, i des de llavors s'ha conegut com l'obra mestra de Dumile.
També el 2004, Dumile va llançar un LP de seguiment sota el sobrenom de Viktor Vaughn, VV: 2. Nathan Rabin va assenyalar a The AV Club que VV: 2, que va arribar després de l'èxit comercial i crític de Madvillainy, va representar una opció de carrera inusual per a Dumile pel qual va anar "més profundament a la clandestinitat" en lloc d'abraçar una fama més àmplia. Més tard, el 2004, el segon àlbum de MF Doom Mm .. Food va ser llançat per Rhymesayers Entertainment. Una crítica tèbia a Pitchfork va emfatitzar el tema líric estàndard de l'àlbum, però va suggerir que Dumile pretenia que fos "merament bo o una mica intranscendent" per demostrar la seva habilitat al micròfon i darrere dels taulers. Nathan Rabin va descriure Mm .. El menjar com a "pastitx boig", però va argumentar que es feia més coherent en escoltar repetides vegades.

### 2005-2009: Danger Doom,Born Like Thisi col·laboració amb Ghostface
Tot i que encara era un artista independent, Dumile va fer un pas més gran cap al mainstream el 2005 amb The Mouse and the Mask, una col·laboració amb el productor DJ Danger Mouse amb el nom del grup Danger Doom. L'àlbum, llançat l'11 d'octubre de 2005, per Epitaph i Lex, va ser desenvolupat en col·laboració amb Adult Swim de Cartoon Network i va comptar amb actors de veu i personatges dels seus programes (principalment Aqua Teen Hunger Force). El ratolí i la màscara van aconseguir el número 41 al Billboard 200. crític Chris Vognar, que va discutir el paper de la comèdia al hip hop, va argumentar que "Doom and Danger exemplifiquen una tensió absurdista en el recent hip-hop independent, la voluntat d'abraçar el nerd sense un pesat mantell d'ironia".
Dumile va produir temes per a l'àlbum Fishscale del 2006 de Ghostface Killah i More Fish. El febrer de 2013, Ghostface Killah va dir que ell i Dumile estaven en el procés de triar temes per a un àlbum col·laboratiu. El 2015, Ghostface Killah va anunciar que l'àlbum, Swift & Changeable, es publicaria el 2016 i posteriorment va publicar obres promocionals per a la col·laboració. Segueix inèdit.
Dumile's Born Like This es va publicar a Lex Records el 24 de març de 2009. L'àlbum va ser el primer àlbum en solitari de Dumile als Estats Units. En una crítica favorable a Pitchfork, Nate Patrin va llançar l'àlbum com a retorn a la forma de Dumile, després d'un període de producció limitat. Patrin va observar que les lletres i el flux de Dumile - "un raspat enfocat que va créixer subtilment una mica més desgavellat i intens" - tenien un to més fosc a Born Like This que en discos anteriors. També va destacar el "Batty Boyz", obertament homòfob (el títol del qual es refereix evidentment a batty boy, un insult), una pista diss en contra de rapers sense nom. Steve Yates, revisant l'àlbum a The Guardian, també va veure Born Like This com una escolta de la producció anterior de Dumile. L'àlbum, va escriure Yates, va presentar a Dumile a "la seva llengua de bisturí, amb la boca escampada". Tant Patrin com Yates van assenyalar la influència de Charles Bukowski en Born Like This : la primera línia del poema de Bukowski "Dinosauria, We" dona títol a l'àlbum.

### 2010-2020: Trasllat a Londres i col·laboracions posteriors

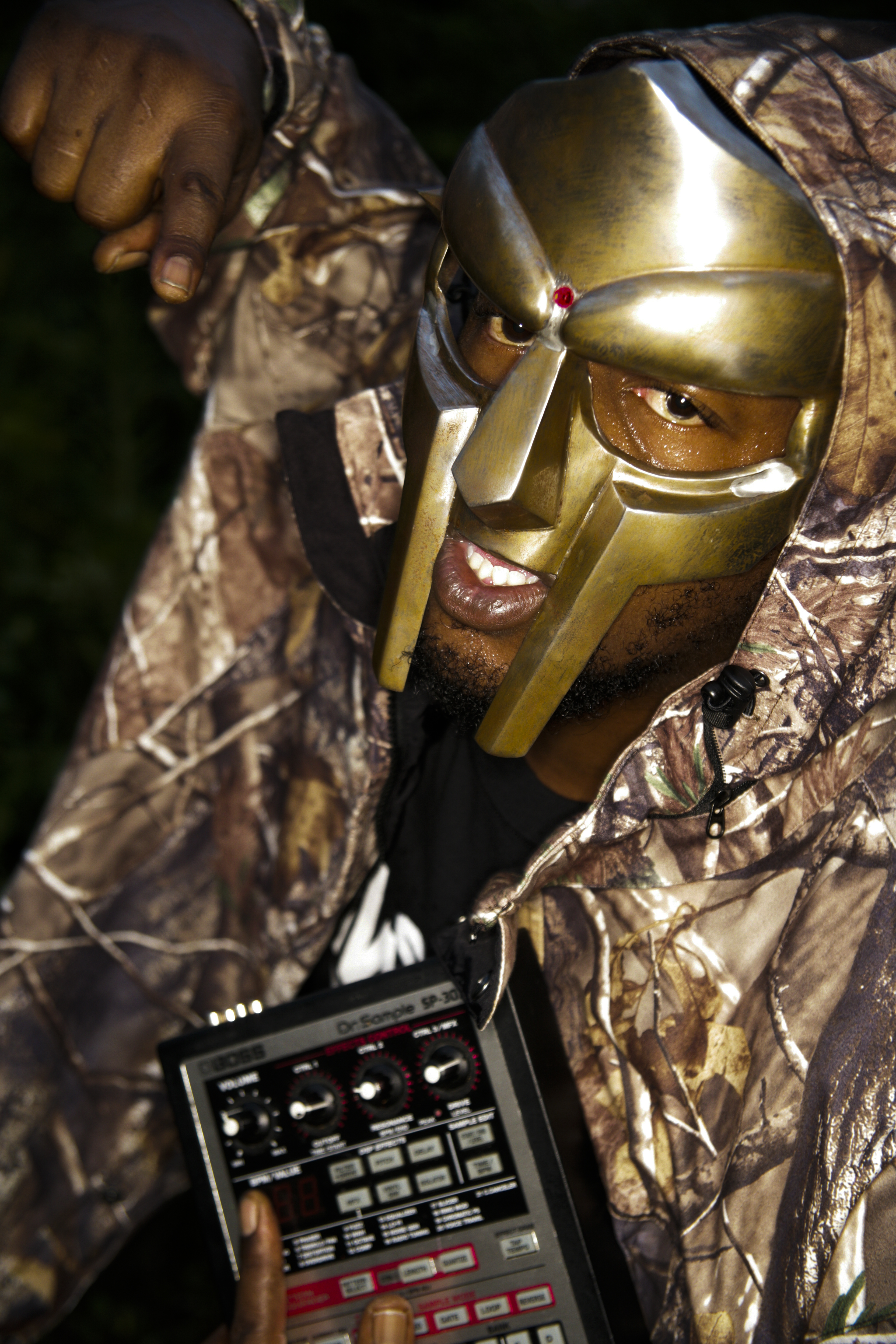
Dumile el 2008

A principis del 2010, Dumile va llançar l'EP Gazzillion Ear a Lex, una recopilació de remescles del tema "Gazzillion Ear" de Born Like This que incloïa un remix de Thom Yorke i dues mescles de Jneiro Jarel. Una altra remescla de Madvillain amb un missatge de veu de Kanye West es va llançar en línia. L'EP va coincidir amb les primeres actuacions de Dumile fora d'Amèrica del Nord. El 5 de març de 2010, Lex i Sónar van presentar el primer espectacle Doom a Londres, al Roundhouse de Camden. Expektoration, el segon àlbum en directe de Dumile, es va publicar el 14 de setembre de 2010 a través de Gold Dust. En una revisió d' Expektoration, Pitchfork va assenyalar que l'actuació vocal de Dumile era considerablement més enèrgica que en els seus enregistraments, que va comparar com a "relaxada" per comparació.
Després de completar la seva gira europea, a Dumile se li va negar l'entrada als Estats Units. Es va establir al Regne Unit i va començar a gravar un àlbum amb el seu company artista Lex Jneiro Jarel sota el sobrenom de JJ Doom. Dumile va aportar dues pistes exclusives de JJ Doom a l'àlbum recopilatori del 10è aniversari de Lex Complex Volume 1 : una versió alternativa de "Retarded Fren" feta amb Yorke i Jonny Greenwood, i el remix de Dave Sitek de "Rhymin Slang". Es van publicar digitalment el desembre de 2011 i es van publicar en vinil el Record Store Day 2012. L'àlbum de JJ Doom Key to the Kuffs es va publicar el 20 d'agost de 2012 i incloïa funcions convidades de Damon Albarn, Beth Gibbons de Portishead, Khujo Goodie de Goodie Mob and Dungeon Family i Boston Fielder. Les ressenyes de Key to the Kuffs a Pitchfork and Fact van subratllar les seves referències al "exili" de Dumile al Regne Unit, mentre que Resident Advisor va assenyalar el seu joc de britànics en temes com "Guv'nor".
NehruvianDoom, la col·laboració de Dumile amb el raper Bishop Nehru, es va publicar el 7 d'octubre de 2014. Dumile va produir totes les pistes de NehruvianDoom, sovint utilitzant ritmes desenvolupats a la sèrie Special Herbs ; les veus són principalment les de Nehru, amb algunes contribucions de Dumile. L'àlbum va ser el debut més important de Nehru. Els crítics van subratllar la joventut comparativa de Nehru (encara tenia adolescència quan es va gravar l'àlbum) i els consegüents límits del seu èxit artístic a l'àlbum, sobretot donada la seva brevetat, en poc més de 30 minuts. Les contribucions de Dumile també es van veure limitades: Pitchfork va escriure que sovint semblava amb "pilot automàtic"; <i id="mwAdo">XXL</i> va suggerir que ni ell ni Nehru eren capaços de "empènyer el sobre".
L'agost de 2017, Adult Swim va anunciar una recopilació de Doom, The Missing Notebook Rhymes, que consistiria en cançons dels seus propers projectes i que presentaria aparicions en cançons d'altres artistes. El lloc web Adult Swim publicaria una nova cançó per setmana al llarg de 15 setmanes. Tot i això, l’arranjament es va cancel·lar al setembre després de la publicació de només set temes.
Al febrer de 2018, Dumile i Czarface van llançar "Nautical Depth", el primer senzill del seu àlbum col·laboratiu Czarface Meets Metal Face. L'àlbum es va publicar el 30 de març de 2018. En una tèbia ressenya de Pitchfork, Mehan Jayasuriya va comparar els versos d'Open Mike Eagle favorablement amb els de Dumile, però va assenyalar que la contribució de Dumile a la "profunditat nàutica" exhibia el seu "líric una vegada afilat". Ben Beaumont-Thomas, a The Guardian, va ser més complementari i va assenyalar el "surrealisme stoner" de Dumile a "Captain Crunch".
A part de l'àlbum amb Czarface, la producció musical de Dumile en els darrers tres anys de la seva vida es va limitar a les aparicions puntuals en temes d'altres artistes. Els seus primers enregistraments pòstums, publicats al desembre abans de la seva mort, tal com es va anunciar, van ser aparicions en dues cançons per al videojoc Grand Theft Auto Online de 2020 : The Cayo Perica Heist - "Lunch Break" de Flying Lotus i "The Chocolate Conquistadors" de BadBadNotGood. Poc després de l'anunci de la mort de Dumile, Flying Lotus va revelar que havien estat treballant en un EP.

## Estil i art
Les lletres de Dumile són conegudes pel joc de paraules, i les seves produccions sovint incorporaven mostres i cites de pel·lícules. Bradley i DuBois, descrivint a Dumile com "una de les figures més enigmàtiques del hip-hop", van escriure que el "baríton esglaonat de Dumile teixeix una intricada xarxa d'al·lusions extretes de còmics i metafísica juntament amb aparences tonteries i no sequiturs". Segons un obituari de The Ringer, el seu flux era "fluix i conversador, però lliurat amb precisió tècnica", i el seu ús de rima i mesurador va eclipsar el de Big Pun i Eminem.

### MF Doom persona

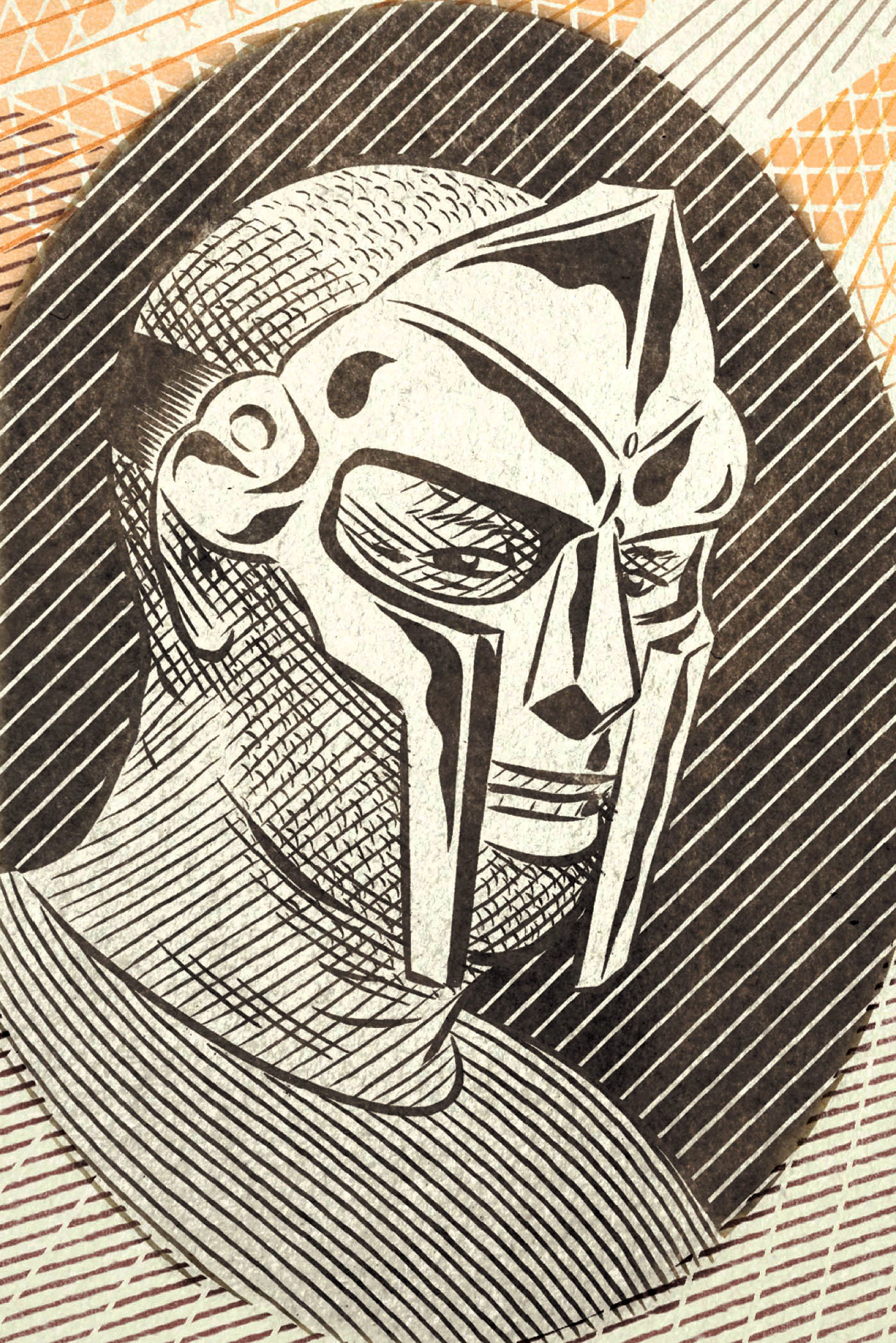
Il·lustració retrat de Dumile a partir d’un pòster que promociona la seva gira Born Like This del 2011 pel Regne Unit

Dumile va crear el personatge de MF Doom com un alter ego amb una història que podia fer referència a la seva música. El personatge combina elements del supervillà de Marvel Comics Doctor Doom, Destro i El fantasma de l’òpera. La seva màscara de signatura és similar a la de Doctor Doom, que es representa rapant a la portada de l'àlbum debut de 1999 de Dumile Operation: Doomsday. Dumile portava la màscara mentre actuava i no es fotografiaria sense ella, excepte breus cops de vista en vídeos i en fotografies anteriors amb KMD. Les versions posteriors de la màscara es basaven en un puntal de la pel·lícula Gladiator del 2000.
L'acadèmic Hershini Bhana Young va argumentar que, en apropiar-se de la màscara Doctor Doom, Dumile "es posiciona a si mateix com a enemic, no només de la indústria musical, sinó també de construccions dominants d'identitat que el relegen com a home negre a la ciutadania de segona classe".
De vegades, Dumile enviava substituts per actuar amb la màscara, que considerava una "extensió lògica" del concepte, però enfurismava el públic. Dumile va afirmar inicialment que havia perdut pes i, per tant, semblava i semblava diferent. En un programa del 2010 a Toronto, un impostor va ser esbroncat fora de l'escenari abans de ser substituït per Dumile. En una entrevista amb The New Yorker, Dumile es va descriure a si mateix com a "escriptor i director" del personatge i que "podria enviar un noi blanc al costat ... qui interpreti el personatge interpreta el personatge".
El novembre de 2019, durant la seva actuació al Festival de Adult Swim, l’artista electrònic Flying Lotus va anunciar que Dumile li acompanyaria a l'escenari; en canvi, la figura emmascarada que va aparèixer a l'escenari es va revelar com l’humorista Hannibal Buress. La participació de Dumile en la broma no s'ha confirmat.

## Llegat i influència
A la seva mort, Variety va anomenar Dumile "una de les figures més famoses, imprevisibles i enigmàtiques del hip-hop independent". Després de la seva mort, Thom Yorke, que va col·laborar amb Dumile en dues ocasions, va escriure: "Va ser una inspiració massiva per a tants de nosaltres, va canviar les coses ... per a mi la forma en què va dir les paraules era sovint impactant en el seu geni, utilitzant stream de consciència d’una manera que no havia sentit mai abans ". Tot i que Dumile va passar la major part de la seva carrera com a artista independent, el seu estil líric va tenir una gran influència en els seus contemporanis i en una generació de rapers més jove. El-P de Run the Jewels el va descriure com un "escriptor d'escriptor". Stereogum, revisant Operation: Doomsday en el seu vintè aniversari, va assenyalar la influència "formativa" de Dumile en nombrosos rapers més joves.

## Vida personal
La visió del món de Dumile va ser informada per l'islam i l'afrocentrisme defensat pels musulmans afroamericans. Els seus pares van criar a ell i al seu germà com a musulmans a la nació del cinc per cent, un moviment religiós influït per l'islam. El pare de Dumile li va ensenyar sobre la història panafricana, incloent personatges històrics com Marcus Garvey i Elijah Muhammad — lliçons que després va intentar impartir als seus companys. A principis dels anys noranta, Dumile i els altres membres de KMD es van identificar com a membres de la comunitat Ansaar Allah, coneguda posteriorment com la Nació Nuwaubiana. En la seva música, els membres de KMD professaven un missatge religiós basat en els principis del nuwaubianisme, que Dumile va distingir de les creences del cinc per cent en una entrevista primerenca. Al vídeo musical de "Peachfuzz", Dumile i els altres membres de KMD porten gorres kufi. El 2000, tot i que ja no era tan estrictament observador, Dumile encara participava en esdeveniments nuwaubians com la celebració del Dia del Salvador al recinte de Tama-Re a Geòrgia i tenia una opinió positiva de la comunitat.
A Dumile se li va negar la seva entrada als Estats Units a finals del 2010 després de completar una gira europea. Tot i que havia viscut al país la major part de la seva vida, mai no es va convertir en un ciutadà naturalitzat. Anteriorment havia evitat sortir dels Estats Units (només havia estat la seva segona gira internacional), però havia adquirit un passaport britànic abans de la gira. Havia cregut que seria capaç d’assegurar la reentrada basada en la seva residència a llarg termini i les seves connexions familiars. La negació de la reentrada va obligar Dumile a apartar-se de la seva dona i els seus tres fills, i durant gairebé dos anys només els va veure mitjançant videotrucades o durant les seves breus visites al Regne Unit. Es va reunir amb la seva família quan es van traslladar a Londres el 2012. El mateix any, Dumile va dir que estava "acabat amb els Estats Units".
El desembre de 2017, Dumile va anunciar que el seu fill de 14 anys, el rei Malachi Ezekiel Dumile, havia mort.

## Mort
El 31 de desembre de 2020, l'esposa de Dumile va anunciar a les xarxes socials que havia mort el 31 d’octubre, als 49 anys. El seu representant va confirmar la mort. No es va anunciar la causa de la mort. Nombrosos músics van oferir homenatges, inclosos Danny Brown, Denzel Curry, DJ Premier, El-P, Flying Lotus, Ghostface Killah, JPEGMafia, Ugly God, Busta Rhymes, Noname, Joey Bada $$, Talib Kweli, Lupe Fiasco, Aesop Rock, Homeboy Sandman, Q-Tip, Playboi Carti, Questlove, Tyler, the Creator, i Thom Yorke.

## Discografia seleccionada

### Àlbums en solitari
- Operation: Doomsday (1999)
- Take Me to Your Leader (2003) (com a King Geedorah)
- Vaudeville Villain (2003) (com a Viktor Vaughn)
- Venomous Villain o VV: 2 (2004) (com a Viktor Vaughn)
- Mm.. Food (2004)
- Born Like This (2009) (com a Doom)

### Àlbums col·laboratius
- Mr. Hood (1991) (junt amb KMD com a Zev Love X)
- Black Bastards (2000) (junt amb KMD com a Zev Love X)
- Madvillainy (2004) (junt amb Madlib com a Madvillain)
- Special Herbs + Spices Volume 1 (2004) (amb MF Grimm)
- The Mouse and the Mask (2005) (junt amb Danger Mouse com a Danger Doom)
- Key to the Kuffs (2012) (junt amb Jneiro Jarel com a JJ Doom)
- NehruvianDoom (2014) (junt amb Bishop Nehru com a NehruvianDoom)
- Czarface Meets Metal Face (2018) (amb Czarface)
- Super What? (2021) (amb Czarface)